# Крістоф Шпіхер
Крістоф Шпіхер (нім. Christoph Spycher, нар. 30 березня 1978, Вольгузен, Швейцарія) — швейцарський футболіст, що грав на позиції захисника. Виступав за національну збірну Швейцарії.
Чемпіон Швейцарії.

## Клубна кар'єра
У дорослому футболі дебютував 1999 року виступами за команду клубу «Люцерн», в якій провів два сезони, взявши участь у 61 матчі чемпіонату. Більшість часу, проведеного у складі «Люцерна», був основним гравцем захисту команди.
Своєю грою за цю команду привернув увагу представників тренерського штабу клубу «Грассгоппер», до складу якого приєднався 2001 року. Відіграв за команду з Цюриха наступні чотири сезони своєї ігрової кар'єри. За цей час виборов титул чемпіона Швейцарії.
2005 року уклав контракт з клубом «Айнтрахт», у складі якого провів наступні п'ять років своєї кар'єри гравця. Граючи у складі «Айнтрахта» (Франкфурт-на-Майні) також здебільшого виходив на поле в основному складі команди.
2010 року перейшов до клубу «Янг Бойз», за який відіграв 4 сезони. Тренерським штабом нового клубу також розглядався як гравець «основи». Завершив професійну кар'єру футболіста 2014 року виступами за команду «Янг Бойз».

## Виступи за збірну
2003 року дебютував в офіційних матчах у складі національної збірної Швейцарії. Протягом кар'єри у національній команді, яка тривала 8 років, провів у формі головної команди країни 47 матчів.
У складі збірної був учасником чемпіонату Європи 2004 року в Португалії, чемпіонату світу 2006 року в Німеччині, чемпіонату Європи 2008 року в Австрії та Швейцарії.

## Досягнення
- Чемпіон Швейцарії:

«Грассгоппер»: 2002–03